# Arebati
Arebati a Kongói Demokratikus Köztársaság területén élő efé nép mitológiájában a teremtő isten vagy főisten. Az istenséget a mbutik is tisztelik, de Baatsi néven. Egyes afrikai pigmeusok mitológiáiban Arebati és Tore egymás szinonimái, más esetekben Tore egy erdőisten, míg Arebati egy holdisten.

## Legendája

### Az Efé mitológiában
Az efé mítoszok szerint Arebati a Hold segítségével agyagból teremtette a világot és az első embert. Eleinte az emberek halhatatlanok voltak, amikor valaki megöregszik, Arebati visszaváltoztatja fiatalabb önmagává. Egy napon egy nő Arebati felügyelete alatt hunyt el. Azt tervezte, hogy feltámasztja őt, és egy békától kért segítséget. A békára azért volt szüksége, hogy a nő holttestét az út szélére vigye. Azonban megjelent egy varangy, és azt kérte, hogy a béka helyett ő végezze el a feladatot.
Hogy lássa, képes lesz-e a varangy erre, Arebati megkérte az állatot, hogy üljön le a gödör szélére a nő holttestével. Arebati figyelmeztette a varangyot, hogy ha az ő és a nő holtteste a gödörbe esik, nagy szerencsétlenség éri őket. Az egyik változat szerint a varangy a próbatétel miatt dühös lett, ezért a gödörbe esett ő is és a nő holtteste is, egy másik változat szerint a varangy ügyetlensége miatt történt minden. Mindazonáltal a varangy és a nő holtteste a gödörben végezte, és Arebati nem tudta feléleszteni az asszonyt. Az esemény miatt az egész emberiségnek is ugyanez a sors jutott, vagyis a végleges halál és a sírba temetés.

## Fordítás
- Ez a szócikk részben vagy egészben  az   Arebati című angol Wikipédia-szócikk ezen változatának fordításán alapul.  Az eredeti cikk szerkesztőit annak laptörténete sorolja fel. Ez a jelzés csupán a megfogalmazás eredetét és a szerzői jogokat jelzi, nem szolgál a cikkben szereplő információk forrásmegjelöléseként.